# Leuwiliang (Kawalu)
Leuwiliang is een bestuurslaag in het regentschap Kota Tasikmalaya van de provincie West-Java, Indonesië. Leuwiliang telt 5503 inwoners (volkstelling 2010).